# Fazy Korotkowa

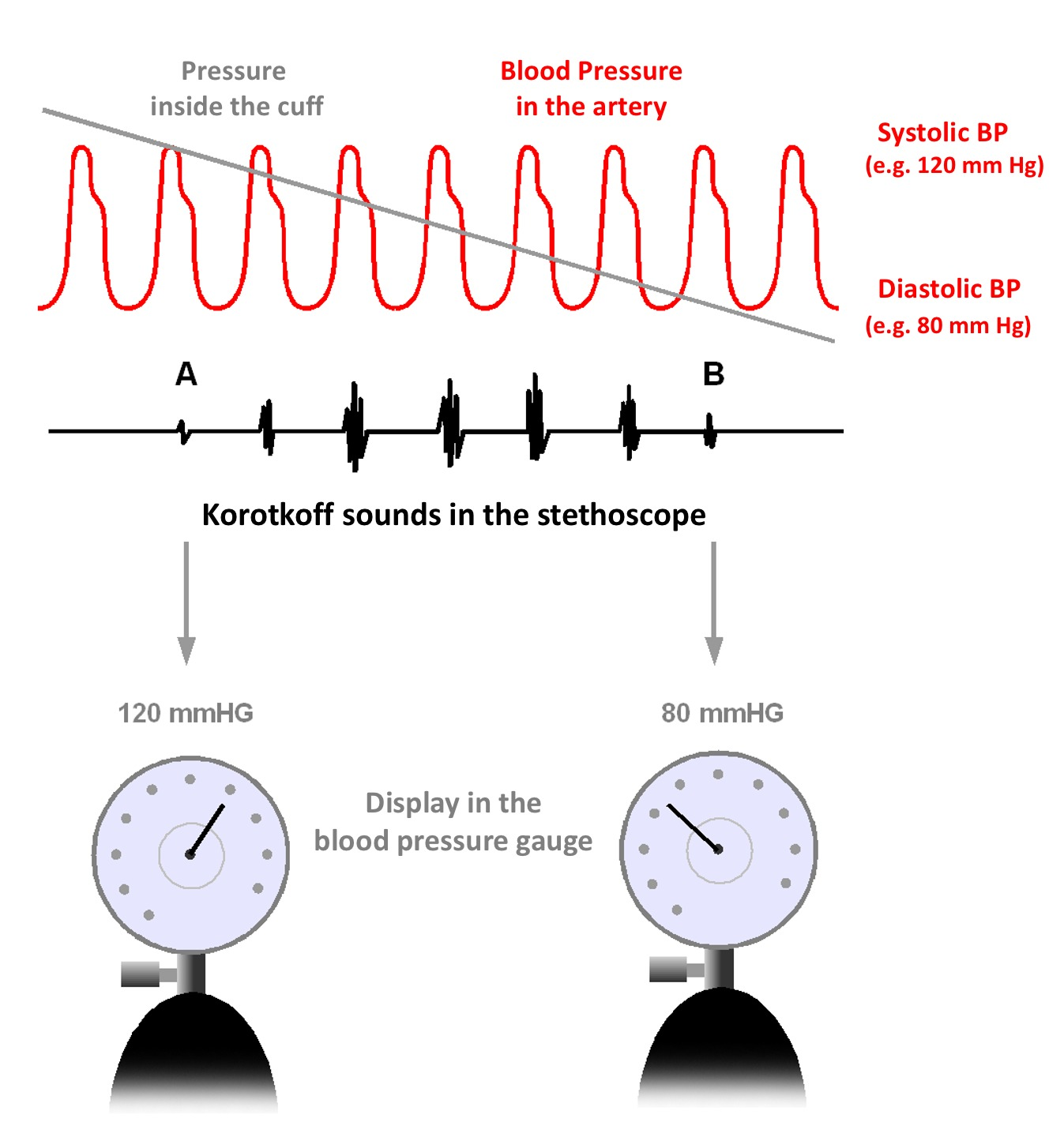
Wyjaśnienie sposobu pomiaru ciśnienia krwi na podstawie dźwięków Korotkowa.

Fazy Korotkowa (tony Korotkowa, ang. Korotkoff sounds) – fazy możliwe do wysłuchania stetoskopem podczas pomiaru ciśnienia tętniczego wykorzystując metodę Korotkowa. Nazwa pochodzi od nazwiska rosyjskiego lekarza Nikołaja Korotkowa. Dźwięki (tony) na podstawie których wyróżnia się poszczególne fazy są tonami stosunkowo niskimi - bywają na ogół lepiej słyszalne przez lejek stetoskopu.

## Poszczególne fazy
Wyróżnia się 5 faz Korotkowa:
- faza I - rozpoczyna się wraz z pierwszym usłyszanym tonem podczas wykonywania pomiaru, wtedy też odczytuje się wartość ciśnienia skurczowego
- faza II - faza tonów cichych
- faza III - faza tonów głośnych
- faza IV - faza tonów cichych (tony tej fazy opisuje się jako miękkie, chuchające)
- faza V - faza całkowitego zaniku tonów, wraz z rozpoczęciem tej fazy odczytuje się wartość ciśnienia rozkurczowego.

## Sytuacje szczególne
Jeżeli V faza nie występuje, co jest możliwe w niektórych stanach krążenia hiperkinetycznego, to za wartość ciśnienia rozkurczowego przyjmuje się początek fazy IV.